# Rukorivier
Rukorivier (Zweeds – Fins: Rukojoki) is een rivier, die stroomt in de Zweedse  gemeente Pajala. De rivier verzorgt de afwatering van het grote Ruko- en Kleine Rukomeer. Ze stroomt naar het zuidoosten en levert na 13,960 kilometer haar water in bij de Merasrivier.
Afwatering: Rukorivier → Merasrivier → Muonio → Torne → Botnische Golf